# Ida Haendel
Ida Haendel, född 15 december 1928 i Chelm, Polen, död 30 juni 2020 i Miami, Florida, var en polsk-brittisk violinist. Haendel var ett underbarn som redan vid 4 års ålder fick undervisning vid Musikkonservatoriet i Warszawa. Hon utbildade sig vidare i Paris och London och blev 1940 brittisk medborgare.
Ida fick Warszawakonservatoriets guldmedalj 1933, vid fem års ålder. Efter studier i Warszawa studerade hon 1935 till 1939 för Carl Flesch i London. Hon blev mycket uppmärksammad när hon 14 år gammal uppträdde vid The Proms. Under andra världskriget gav hon flera konserter för de allierades trupper. 1946 gjorde hon sin debut i USA och hennes internationella karriär tog sin början. 1952 flyttade hon till Montreal och turnerade i Nord- och Sydamerika, Europa och Asien. Omkring 1980 bosatte sig Ida Haendel i  Miami.
1982 blev hon lovordad och prisad för sin tolkning av Sibelius violinkonsert som hon framförde och spelade in med Paavo Berglund som dirigent. Ida Haendel blev tilldelad Sibeliuspriset. 
1991 blev hon av Drottning Elizabeth II tilldelad Brittiska imperieorden Commander of the British Empire.
Ida Haendel har uppträtt med Sir Henry Wood, Vladimir Asjkenazi, Sergiu Celibidache, Zubin Mehta, Herbert Blomstedt och andra välrenommerade dirigenter.